# Palantir Technologies
Palantir Technologies – amerykańska firma tworząca produkty do analizy dużych zbiorów danych i system ontologicznej analizy danych. Przedsiębiorstwo zostało założone w 2003 przez Petera Thiela, Stephena Cohena, Joe Lonsdale, Nathana Gettings i Alexa Karpa.
Firma jest znana głównie ze swoich dwóch produktów:
- Palantir Gotham – platforma do zwalczania terroryzmu używana przez agencje Stanów Zjednoczonych jak USIC i DoD czy policję w Hesji w Niemczech[6],
- Palantir Foundry – oprogramowanie używane przez firmy sektora finansowego jak fundusze hedgingowe, banki czy dostarczyciele usług bankowych

## Historia
Według SEC, Palantir został założony w maju 2003 roku przez Petera Thiela. Nazwa firmy nawiązuje do palantirów z Legendarium Tolkiena – kamieni pozwalających na oglądanie dowolnych miejsc na świecie. Palantir w założeniu miał stworzyć produkt podobny do systemów antyfraudowych jednak przeznaczonych do zwalczania terroryzmu. Początkowo Palantir miał problem z pozyskaniem inwestorów. Przełom nastąpił w 2004 roku, inwestorami były fundusze venture capital In-Q-Tel i Founders Fund, które dofinansowały Palantir w wysokości kolejno 2 mln USD i 30 mln USD.
Firma rozwinęła swoje produkty przez programy pilotażowe In-Q-Tel, głównie skupiając się na tworzeniu manualnych systemów wzbogacania informacji (ang. data augmentation) bez wykorzystania sztucznej inteligencji w celu automatyzacji zbierania informacji.
W 2010 roku 70% klientów Palantir stanowiły agencje rządowe, a pozostałe 30% prywatne instytucje finansowe. W 2013 roku została opublikowana informacja, że aplikacje Palantir były używane w takich instytucjach Stanów Zjednoczonych jak CIA, DHS, NSA, FBI, CDC, Marine Corps, Air Force, USSOCOM, West Point i JIDO, jednak same US Army w tym roku korzystała z własnych narzędzi. 
W 2014 roku wartość kontraktów przedsiębiorstwa była szacowana na 1 mld USD, a wycena firmy wynosiła 15 mld USD. Po 2015 roku i wprowadzeniu na rynek usługi Palantir Foundry nastąpiła ekspansja przedsiębiorstwa na globalne rynki związane z technologią. Palantir zaczął otwierać biura w Europie, Azji i na Bliskim Wschodzie oraz współpracować z takimi przedsiębiorstwami jak BP czy Airbus. W 2018 r. Morgan Stanley wyceniał Palantir na 6 miliardów dolarów. W 2020 r. jej wycena giełdowa wynosiła prawie 22 miliardy dolarów.
Palantir ogłosił IPO w czerwcu 2020 roku i wszedł na giełdę NYSE we wrześniu 2020 roku. W listopadzie 2024 spółka została przeniesiona na giełdę Nasdaq. W lipcu 2025 r. wycena giełdowa przedsiębiorstwa pobiła rekord i osiągnęła ponad 300 mld. dolarów, wchodząc do pierwszej dwudziestki najcenniejszych amerykańskich firm.

## Produkty

### Palantir Gotham
Gotham to flagowa usługa Palantir wprowadzona na rynek w 2008 roku, przeznaczona do zastosowań w służbach wywiadu, obronności i organach ścigania. Gotham integruje ogromne zbiory danych w celu identyfikacji zagrożeń i uzyskiwania użytecznych wniosków. Została przekształcona w platformę pozwalającą na integrację z rozwiązaniami sztucznej inteligencji. Wykorzystywana jest przez agencje rządowe Stanów Zjednoczonych i ich sojuszników do działań w zakresie bezpieczeństwa narodowego i egzekwowania prawa (m.in. do prowadzenia dochodzeń przy użyciu zebranych danych). Jednym z klientów tej usługi było ukraińskie wojsko po rosyjskiej inwazji w 2022 roku.

### Palantir Foundry
Foundry to platforma zintegrowana ze sztuczną inteligencją, przeznaczona do zastosowania w sektorach komercyjnym i cywilnym, która oferuje analizę danych i modelowanie predykcyjne. Została wprowadzona na rynek w 2015 roku. Używana jest w różnych branżach, m.in. w ochronie zdrowia, energetyce i w sektorze finansowym. Jednym z klientów tej platformy jest brytyjska służba zdrowia NHS. Na początku pandemii COVID-19 Foundry została wykorzystana przez NHS do śledzenia poziomu zaszczepień. W listopadzie 2023 r. NHS przyznał Palantirowi kontrakt o wartości 330 milionów funtów na stworzenie nowego systemu zarządzania danymi NHS. Kontrakt został skrytykowany przez środowiska brytyjskich lekarzy.

### Palantir Apollo
Wprowadzony na rynek 2022 r. Apollo został zaprojektowany do wdrażania, integrowania i zarządzania platformami Palantir. Przeznaczony głównie dla profesjonalistów i zespołów IT zarządzających infrastrukturą techniczną. 

### Palantir AIP
W 2023 r. Palantir uruchomił platformę sztucznej inteligencji AIP, która łączy duże modele językowe (LLM) ze światem operacji biznesowych. Umożliwia integrację danych z różnych źródeł, ich transformację, modelowanie i analizowanie. 

## Kontrowersje

### Prywatność
Część ekspertów ds. prywatności twierdzi, że narzędzia firmy umożliwiają nadzór i analizę danych szczególnie wrażliwych od praw jazdy przez wpisy w mediach społecznościowych po wymazy DNA, co stanowi duże pole do nadużyć i zlekceważenie prawa do prywatności.
Amerykański inwestor i przedsiębiorca Paul Graham oskarżył w kwietniu 2025 r. Palantir o „budowanie infrastruktury państwa policyjnego”.

### Zaangażowanie w wojnę Izraela w Gazie
Palantir współpracuje z izraelskim wojskiem m.in. poprzez dostarczanie technologii pomagającej IDF prowadzić wojnę w Strefie Gazy i inwigilację Palestyńczyków. W marcu 2024 r. dyrektor generalny Alex Karp powiedział, że jest dumny ze współpracy z Izraelem. Specjalna sprawozdawczyni ONZ ds. praw człowieka na okupowanych terytoriach palestyńskich Francesca Albanese szczególnie krytykowała Palantir w swoim raporcie za bliskie partnerstwo z izraelskim wojskiem i wymieniła wśród firm czerpiących korzyści z trwającego tam ludobójstwa.

### Projekt Maven
Projekt Maven to program realizowany przez Pentagon, którego celem jest wdrażanie rozwiązań opartych na sztucznej inteligencji i dużych modelach językowych i wykorzystaniu ich w obsłudze dronów. Głównym dostawcą i integratorem danych w tym projekcie od 2019 roku jest Palantir. Wcześniejszym dostawcą był Google, ale zrezygnował po protestach pracowników firmy zaznajomionych z projektem. Krytycy projektu ostrzegali, że technologia ta może być wykorzystana w przyszłości do budowy autonomicznej broni, która będzie decydować o uderzeniu w cel bez decyzji człowieka.
W kwietniu 2025 ogłoszono zakup Palantir Maven przez NATO z przeznaczeniem do Sojuszniczego Dowództwa Operacji.

### Partnerstwo z ICE
Część opinii publicznej krytykuje Palantir za jego partnerstwo z amerykańskim urzędem celno-imigracyjnym (ICE), który m.in. dokonuje kontrowersyjnych deportacji imigrantów z USA. Współpraca została nawiązana już za czasów administracji prezydenta Baracka Obamy, technologia przekazana przez Palantir miała ułatwić urzędowi łączenie informacji, by łatwiej identyfikować imigrantów i ich aresztować oraz deportować. W 2020 r. Amnesty International w swoim raporcie krytykowało Palantir, za nieprzestrzeganie praw człowieka w jego współpracy z ICE. W 2025 r. przedsiębiorstwo zawarło kontrakt z ICE wart 30 milionów dolarów na opracowanie nowego narzędzia gromadzącego dane, które miałyby ułatwić działania ICE.

### Administracja Donalda Trumpa
Część ekspertów uważa za konflikt interesów posiadanie przez Stephena Millera, doradcę bezpieczeństwa wewnętrznego prezydenta Trumpa, znacznej ilości akcji Palantir i jego zaangażowanie w działania antyimigracyjne i deportacyjne ICE. Również inni członkowie administracji Trumpa mają mieć udziały w przedsiębiorstwie.
Peter Thiel, współzałożyciel Palantir, finansował kampanię wyborczą prezydencką Donalda Trumpa w 2016 roku, kampanię senacką wiceprezydenta J.D. Vance'a w 2022 roku oraz kampanie polityków Partii Republikańskiej. W 2025 r. Bloomberg opublikował artykuł opisujący liczne powiązania Thiela z członkami administracji Trumpa.
W marcu 2025 roku prezydent Trump podpisał rozporządzenie wykonawcze zobowiązujące wszystkie agencje i departamenty rządu federalnego do dzielenia się danymi Amerykanów. Według doniesień New York Timesa, do wykonania tego celu zwrócono się do przedsiębiorstwa Palantir i rozszerzono z nim współpracę. Dziennik podnosi obawę, że tworzenie szczegółowych profili Amerykanów w oparciu o dane rządowe, może być wykorzystane do karania krytyków rządu. W maju 2025 r. trzynaścioro byłych pracowników Palantir podpisało list, w którym wezwali do zaprzestania współpracy z prezydentem Trumpem.